# یومی نیشیوگی
یومی نیشیوگی (انگلیسی: Yumie Nishiogi؛ زادهٔ ۳ سپتامبر ۱۹۶۰) فیلم‌نامه‌نویس اهل ژاپن است.